# Kohler (Wisconsin)
Kohler is een plaats (village) in de Amerikaanse staat Wisconsin, en valt bestuurlijk gezien onder Sheboygan County.

## Demografie
Bij de volkstelling in 2000 werd het aantal inwoners vastgesteld op 1926. In 2006 is het aantal inwoners door het United States Census Bureau geschat op 1984, een stijging van 58 (3,0%).

## Geografie
Volgens het United States Census Bureau beslaat de plaats een oppervlakte van 14,4 km², waarvan 14,1 km² land en 0,3 km² water.

## Plaatsen in de nabije omgeving
De onderstaande figuur toont nabijgelegen plaatsen in een straal van 16 km rond Kohler.